# Castelnau-de-Mandailles
Pour les articles homonymes, voir Castelnau et Mandailles.
Castelnau-de-Mandailles est une commune française, située dans le département de l'Aveyron en région Occitanie. Ses habitants sont appelés les Castelnauois, et les habitants de Mandailles (village de la même commune) sont appelés les Mandaillois.
Le patrimoine architectural de la commune comprend un immeuble protégé au titre des monuments historiques : l'église Saint-Julien, classée en 1924.

## Géographie

### Généralités
Dans le quart nord-est du département de l'Aveyron, la commune de Castelnau-de-Mandailles s'étend sur 35,87 km2. Elle est bordée au sud sur douze kilomètres par le Lot, en grande partie dans la retenue du barrage de Castelnau-Lassouts, et au nord-ouest par son affluent la Boralde de Saint-Chély-d'Aubrac sur huit kilomètres. La commune est arrosée par un autre affluent du Lot, le ruisseau des Mousseaux.
L'altitude minimale, 360 mètres, se trouve à l'ouest, là où le Lot quitte la commune et entre sur celle de Saint-Côme-d'Olt, au nord-ouest du lieu-dit le Bousquet d'Olt. L'altitude maximale avec 949 mètres est localisée à l'extrême nord-est, en limite de la commune de Saint-Chély-d'Aubrac, à l'est du lieu-dit Foyt.
Desservi par la route départementale (RD) 557, le bourg de Castelnau-de-Mandailles est situé, en distances orthodromiques, dix kilomètres à l'est nord-est d'Espalion et dix-sept kilomètres au sud-sud-est de Laguiole. Trois kilomètres au sud, le bourg de Mandailles est desservi par la RD 141.
Le sentier de grande randonnée GR 65, la via Podiensis des chemins du pèlerinage de Saint-Jacques-de-Compostelle, traverse le territoire communal sur environ huit kilomètres, du nord-est à l'ouest.

### Communes limitrophes
Castelnau-de-Mandailles est limitrophe de six autres communes.
Les communes limitrophes sont  Condom-d'Aubrac, Lassouts, Prades-d'Aubrac, Saint-Chély-d'Aubrac, Saint-Côme-d'Olt et Sainte-Eulalie-d'Olt.
| Condom-d'Aubrac  |                        | Saint-Chély-d'Aubrac |
| Saint-Côme-d'Olt | Castelnau-de-Mandaille | Prades-d'Aubrac      |
|                  | Lassouts               | Sainte-Eulalie-d'Olt |

### Hydrographie

#### Réseau hydrographique

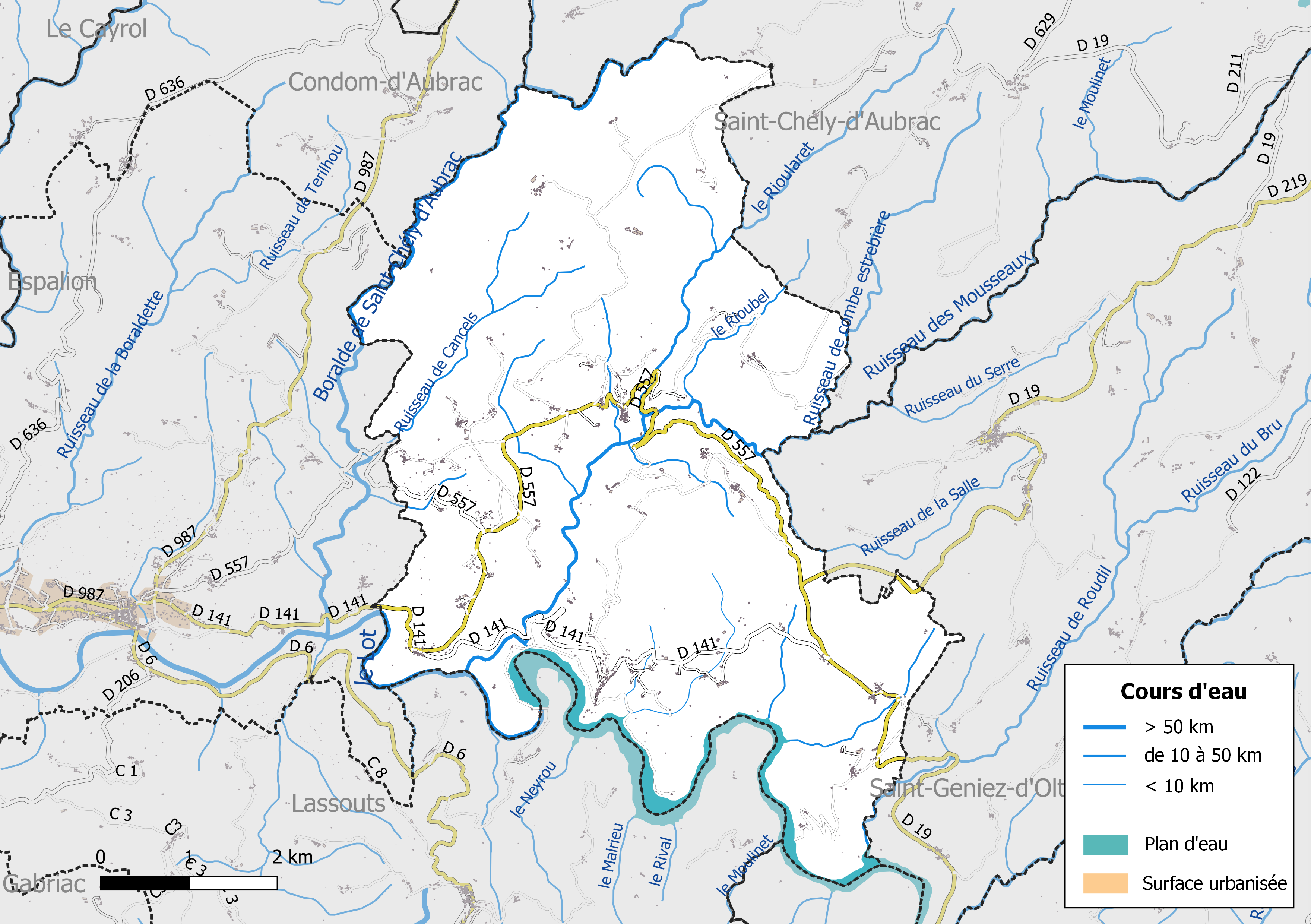
Réseaux hydrographique et routier de Castelnau-de-Mandailles.

La commune est drainée par le Lot, la Boralde de Saint-Chély-d'Aubrac, le Ruisseau des Mousseaux, le Rioularet, le ruisseau de combe estrebière, le ruisseau de Roudil, le Rioubel, le ravin de Conardo, le ruisseau de Cancels, le ruisseau de la Bessière, le ruisseau de la Salle et par divers petits cours d'eau.
Le Lot prend sa source à 1272 m d’altitude sur la montagne du Goulet (nord du Mont Lozère), dans la commune de Cubières (48), et se jette  dans la Garonne à Aiguillon (47), après avoir parcouru 484 km et traversé 129 communes.
La Boralde de Saint-Chély-d'Aubrac, d'une longueur totale de 25,2 km, prend sa source dans la commune de Prades-d'Aubrac et se jette  dans le Lot à Saint-Côme-d'Olt, après avoir arrosé 5 communes.
Le Ruisseau des Mousseaux, d'une longueur totale de 19,8 km, prend sa source dans la commune de Saint-Chély-d'Aubrac et se jette  dans le Lot  à Lassouts, après avoir arrosé 4 communes.
La retenue de Castelnau-Lassouts est un lac de retenue lié au barrage de Castelnau-Lassouts. Longue de quinze kilomètres, elle s'étend sur 2,18 km2. Outre les deux communes entre lesquelles est érigé le barrage, elle baigne également Prades-d'Aubrac, Sainte-Eulalie-d'Olt et Saint-Geniez-d'Olt. Elle est également alimentée par une quinzaine de petits ruisseaux, dont le plus important est le Merdanson.

#### Gestion des cours d'eau
Afin d’atteindre le bon état des eaux imposé par la Directive-cadre sur l'eau du 23 octobre 2000, plusieurs outils de gestion intégrée s’articulent à différentes échelles pour définir et mettre en œuvre un programme d’actions de réhabilitation et de gestion des milieux aquatiques : le SDAGE (Schéma directeur d'aménagement et de gestion des eaux), à l’échelle du bassin hydrographique, et le SAGE (Schéma d'aménagement et de gestion des eaux), à l’échelle locale. Ce dernier fixe les objectifs généraux d’utilisation, de mise en valeur et de protection quantitative et qualitative des ressources en eau superficielle et souterraine. Trois SAGE sont mis en oeuvre dans le département de l'Aveyron.
La commune fait partie du SAGE Lot amont, approuvé le 15 décembre 2015, au sein du SDAGE Adour-Garonne. Le périmètre de ce SAGE concerne le bassin d'alimentation du Lot depuis sa source jusqu'à Entraygues-sur-Truyère dans l'Aveyron, où il reçoit la Truyère en rive droite. Il couvre ainsi 91 communes, sur deux départements (Lozère et Aveyron) et 2 régions – une superficie de 2 616 km2 et 1 400 km de cours d'eau permanents auxquels s'ajoutent jusqu'à 576 km de cours d'eau temporaires,. Le pilotage et l’animation du SAGE sont assurés par le Syndicat mixte Lot-Dourdou (SMLD), qualifié de « structure porteuse ». Cet organisme a été créé le 1er janvier 2014 par rapprochement de trois syndicats de rivières et est constitué de quatorze communautés de communes.

### Climat
Pour des articles plus généraux, voir Climat de l'Occitanie et Climat de l'Aveyron.
En 2010, le climat de la commune est de type climat océanique altéré, selon une étude s'appuyant sur une série de données couvrant la période 1971-2000. En 2020, Météo-France publie une typologie des climats de la France métropolitaine dans laquelle la commune est exposée à un climat de montagne et est dans la région climatique Sud-est du Massif Central, caractérisée par une pluviométrie annuelle de 1 000 à 1 500 mm, minimale en été, maximale en automne.
Pour la période 1971-2000, la température annuelle moyenne est de 11,4 °C, avec une amplitude thermique annuelle de 16,4 °C. Le cumul annuel moyen de précipitations est de 1 205 mm, avec 11,3 jours de précipitations en janvier et 6,3 jours en juillet. Pour la période 1991-2020, la température moyenne annuelle observée sur la station météorologique la plus proche, située sur la commune de Saint-Côme-d'Olt à 6 km à vol d'oiseau, est de 12,5 °C et le cumul annuel moyen de précipitations est de 951,5 mm,. Pour l'avenir, les paramètres climatiques de la commune estimés pour 2050 selon différents scénarios d'émission de gaz à effet de serre sont consultables sur un site dédié publié par Météo-France en novembre 2022.

### Milieux naturels et biodiversité

#### Espaces protégés
La protection réglementaire est le mode d’intervention le plus fort pour préserver des espaces naturels remarquables et leur biodiversité associée.
Dans ce cadre, la commune fait partie d'un espace protégé, le Parc naturel régional de l'Aubrac, créé par décret le 23 mai 2018 et d'une superficie de 220 284 ha. Région rurale de moyenne montagne, l’Aubrac possède un patrimoine encore bien préservé. Son économie rurale, ses paysages, ses savoir-faire, son environnement et son patrimoine culturel reconnus n'en demeurent pas moins vulnérables et menacés et c'est à ce titre que cette zone a été protégée ,.

#### Sites Natura 2000

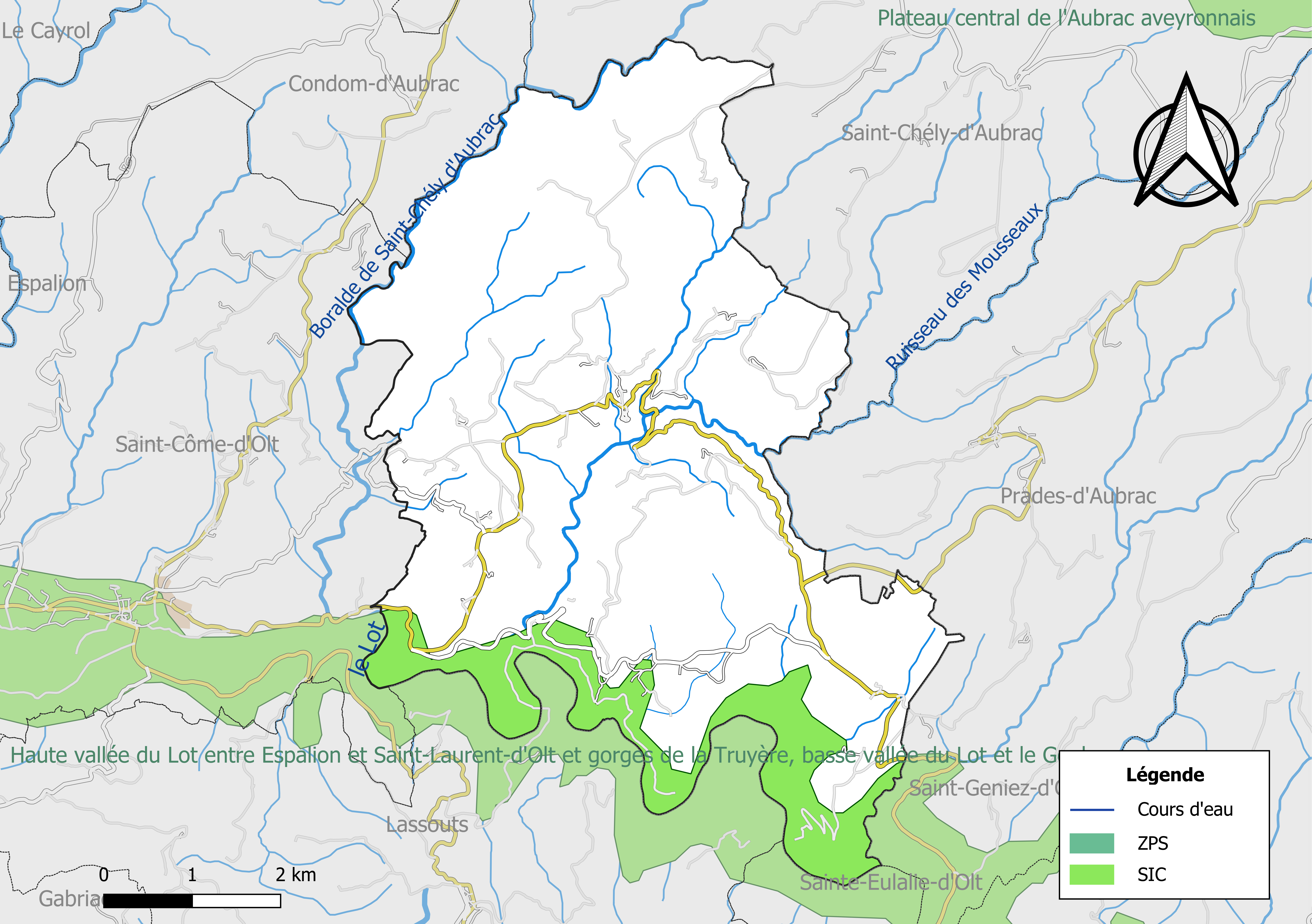
Sites Natura 2000 sur le territoire communal.

Le réseau Natura 2000 est un réseau écologique européen de sites naturels d’intérêt écologique élaboré à partir des Directives « Habitats » et « Oiseaux ». Ce réseau est constitué de Zones spéciales de conservation (ZSC) et de Zones de protection spéciale (ZPS). Dans les zones de ce réseau, les États Membres s'engagent à maintenir dans un état de conservation favorable les types d'habitats et d'espèces concernés, par le biais de mesures réglementaires, administratives ou contractuelles.
Un site Natura 2000 a été défini sur la commune au titre de la « directive Habitats » : 
La « Haute vallée du Lot entre Espalion et Saint-Laurent-d'Olt et gorges de la Truyère, basse vallée du Lot et le Goul », d'une superficie de 5 653 ha, comprend une partie de la vallée du Lot ainsi que deux de ses affluents : la Truyère et le Goul. Le site est remarquable d'une part du fait de la présence de deux espèces d'intérêt communautaire, la Loutre d'Europe et le Chabot, et de plusieurs habitats aquatiques et forestiers d'intérêts communautaires qui se rapportent aux trois entités paysagères du site.

#### Zones naturelles d'intérêt écologique, faunistique et floristique
L’inventaire des zones naturelles d'intérêt écologique, faunistique et floristique (ZNIEFF) a pour objectif de réaliser une couverture des zones les plus intéressantes sur le plan écologique, essentiellement dans la perspective d’améliorer la connaissance du patrimoine naturel national et de fournir aux différents décideurs un outil d’aide à la prise en compte de l’environnement dans l’aménagement du territoire.
Le territoire communal de Castelnau-de-Mandailles comprend deux ZNIEFF de type 1,, 
la « Boralde de Saint-Chély d'Aubrac » (1 600 ha), couvrant 4 communes du département
et la « Rivière Lot (partie Aveyron) » (2 552 ha), couvrant 33 communes dont 30 dans l'Aveyron, 2 dans le Cantal et 1 dans la Lozère
et une ZNIEFF de type 2,, 
la « Vallée du Lot (partie Aveyron) » (19 239 ha), qui s'étend sur 47 communes dont 39 dans l'Aveyron, 5 dans le Cantal, 2 dans le Lot et 1 dans la Lozère.

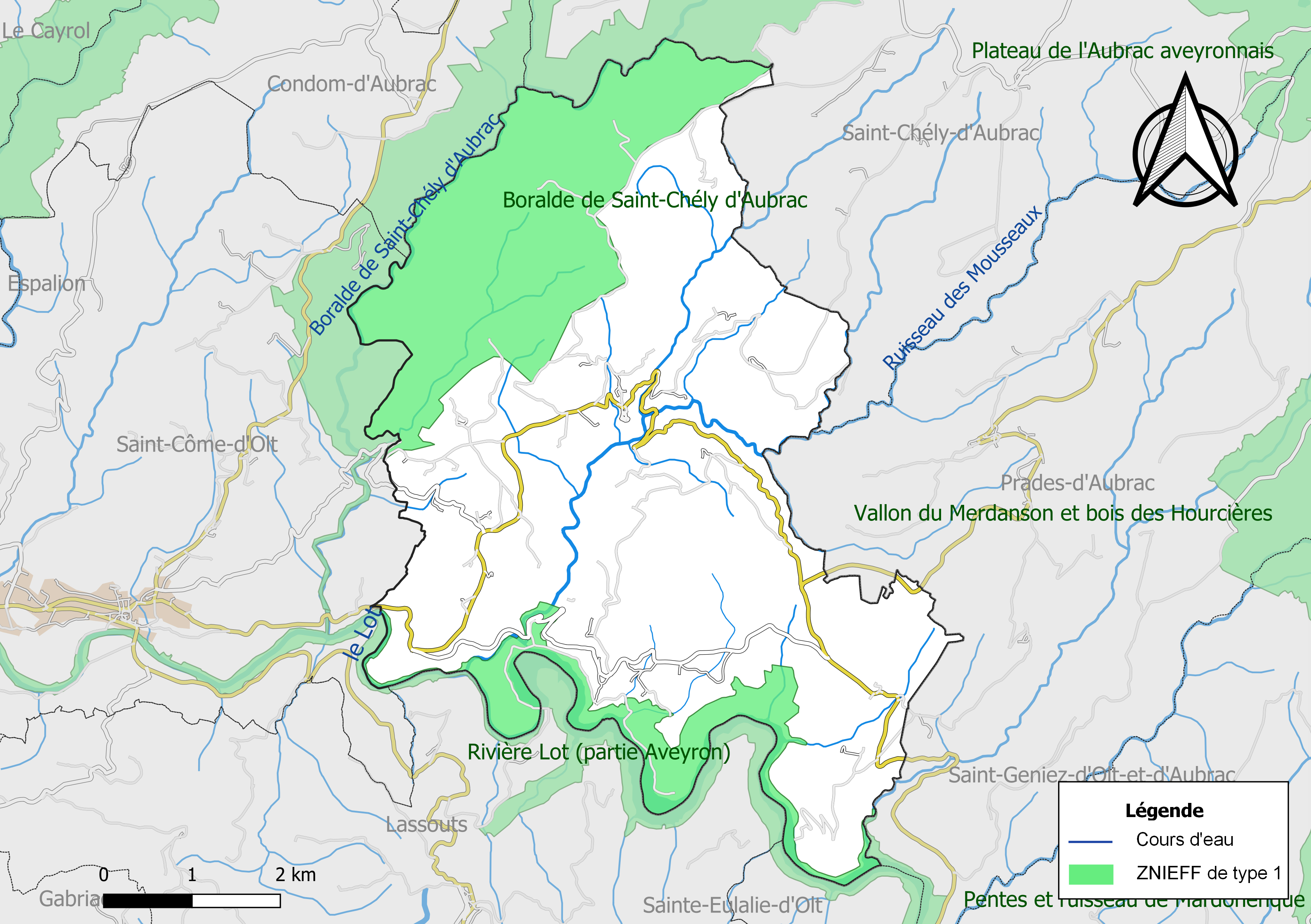
Carte des ZNIEFF de type 1 de la commune.
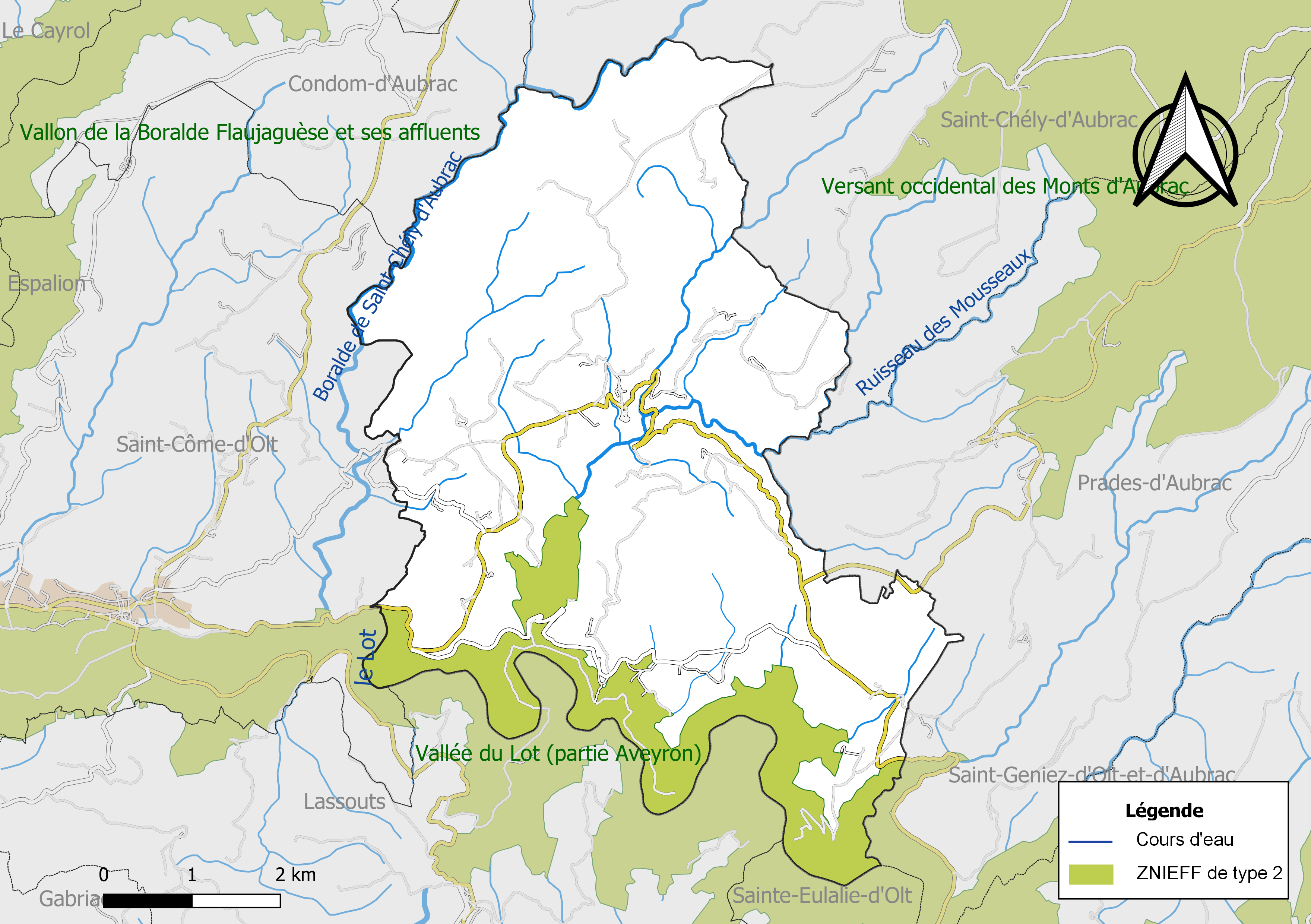
Carte de la ZNIEFF de type 2 de la commune.

## Urbanisme

### Typologie
Au 1er janvier 2024, Castelnau-de-Mandailles est catégorisée commune rurale à habitat très dispersé, selon la nouvelle grille communale de densité à 7 niveaux définie par l'Insee en 2022.
Elle est située hors unité urbaine. Par ailleurs la commune fait partie de l'aire d'attraction d'Espalion, dont elle est une commune de la couronne,. Cette aire, qui regroupe 7 communes, est catégorisée dans les aires de moins de 50 000 habitants,.

### Occupation des sols

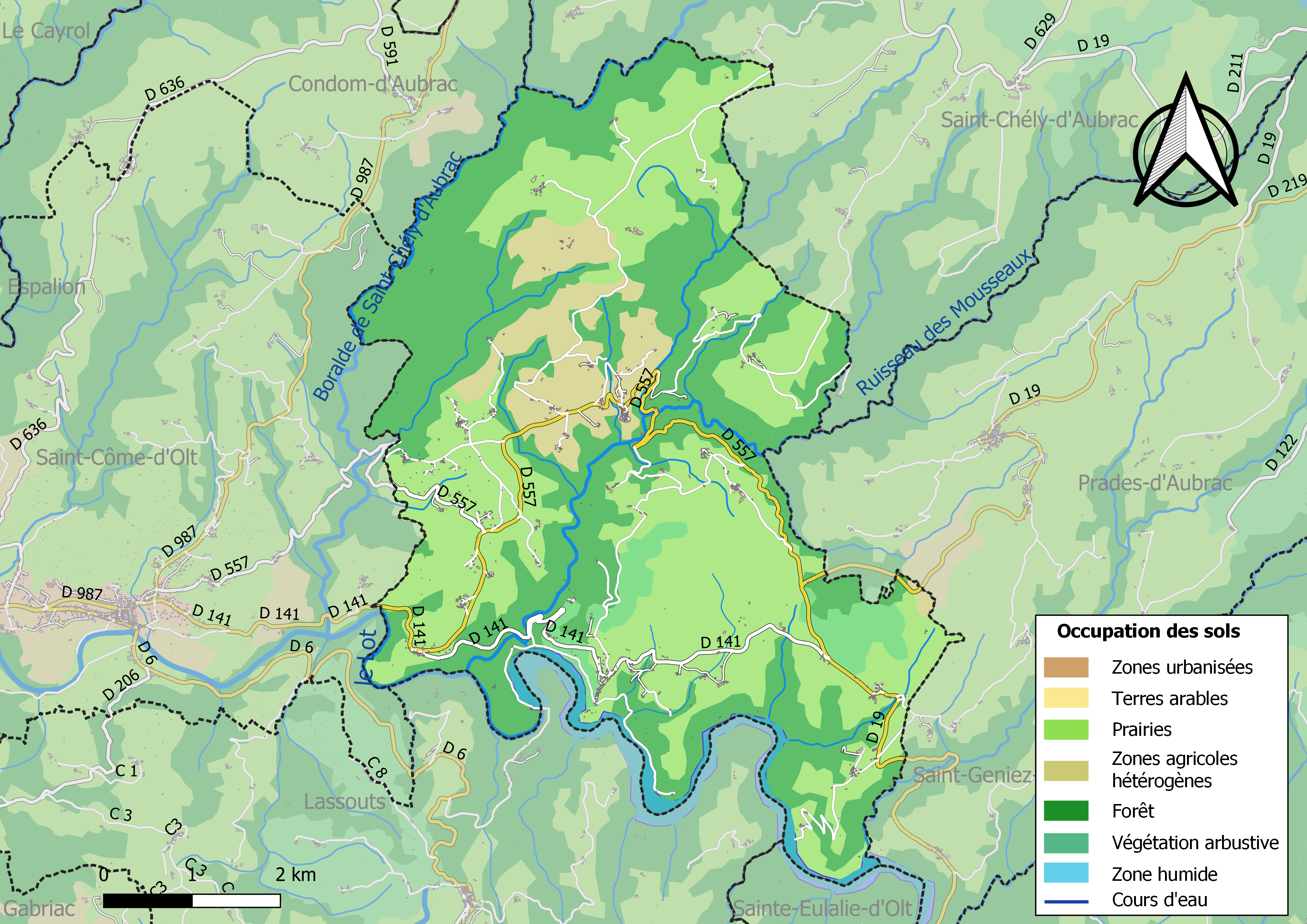
Infrastructures et occupation des sols de la commune de Castelnau-de-Mandailles.

L'occupation des sols de la commune, telle qu'elle ressort de la base de données européenne d’occupation biophysique des sols Corine Land Cover (CLC), est marquée par l'importance des territoires agricoles (51,9 % en 2018), en augmentation par rapport à 1990 (50,5 %). La répartition détaillée en 2018 est la suivante : prairies (43,5 %), forêts (42,3 %), zones agricoles hétérogènes (8,5 %), milieux à végétation arbustive et/ou herbacée (3,9 %), eaux continentales (1,9 %).

### Planification
La commune disposait en 2017 d'une carte communale approuvée.

### Risques majeurs
Le territoire de la commune de Castelnau-de-Mandailles est vulnérable à différents aléas naturels : inondations, climatiques (hiver exceptionnel ou canicule), feux de forêts et séisme (sismicité faible).
Il est également exposé à un risque technologique, la rupture d'un barrage, et à un risque particulier, le risque radon,.

#### Risques naturels

Zones inondables de la commune de Castelnau-de-Mandailles.

Certaines parties du territoire communal sont susceptibles d’être affectées par le risque d’inondation par débordement du Lot. Les dernières grandes crues historiques, ayant touché plusieurs parties du département, remontent aux 3 et 4 décembre 2003 (dans les bassins du Lot, de l'Aveyron, du Viaur et du Tarn) et au 28 novembre 2014 (bassins de la Sorgues et du Dourdou). Ce risque est pris en compte dans l'aménagement du territoire de la commune par le biais du Plan de prévention du risque inondation (PPRI) Lot amont 3, approuvé le 23 février 2011.
Le Plan départemental de protection des forêts contre les incendies découpe le département de l’Aveyron en sept « bassins de risque » et définit une sensibilité des communes à l’aléa feux de forêt (de faible à très forte). La commune est classée en sensibilité faible.
Les mouvements de terrains susceptibles de se produire sur la commune sont liés au retrait-gonflement des argiles, conséquence d'un changement d'humidité des sols argileux. Les argiles sont capables de fixer l'eau disponible mais aussi de la perdre en se rétractant en cas de sécheresse. Ce phénomène peut provoquer des dégâts très importants sur les constructions (fissures, déformations des ouvertures) pouvant rendre inhabitables certains locaux. La carte de zonage de cet aléa peut être consultée sur le site de l'observatoire national des risques naturels Georisques.

#### Risques technologiques
Dans le département de l'Aveyron on dénombre huit grands barrages susceptibles d’occasionner des dégâts en cas de rupture. La commune fait partie des 64 communes susceptibles d’être touchées par l’onde de submersion consécutive à la rupture d’un de ces barrages.

#### Risque particulier
Dans plusieurs parties du territoire national, le radon, accumulé dans certains logements ou autres locaux, peut constituer une source significative d’exposition de la population aux rayonnements ionisants. Toutes les communes du département sont concernées par le risque radon à un niveau plus ou moins élevé. La commune de Castelnau-de-Mandailles est classée à risque moyen à élevé.

## Histoire
C’est sur le territoire de la commune qu’a été découverte l’une des plus anciennes traces de l’occupation humaine en Rouergue.
Au XIe siècle, les châteaux de Castelnau et de Mandailles sont édifiés. Ce sont des forteresses secondaires tenues par des petits seigneurs, vassaux des barons de Calmont.
Les sites sur lesquels sont construits les nouveaux châteaux vont rapidement attirer une population importante. Peu à peu, les deux châteaux vont structurer la région et prendre l’ascendant sur la paroisse du Cambon.
En 1781, les deux villages sont regroupés dans une seule et même paroisse sous le nom de Castelnau. Par ordonnances de 1778 et de 1781, baptêmes et enterrements sont autorisés à Castelnau.
En 1843, la commune de Mandailles fusionne avec celle de Castelnau. En 1954, un décret valide le nom de Castelnau-de-Mandailles.

## Politique et administration

### Découpage territorial
La commune de Castelnau-de-Mandailles est membre de la communauté de communes Des Causses à l'Aubrac, un établissement public de coopération intercommunale (EPCI) à fiscalité propre créé le 1er janvier 2017 dont le siège est à Palmas d'Aveyron. Ce dernier est par ailleurs membre d'autres groupements intercommunaux.
Sur le plan administratif, elle est rattachée à l'arrondissement de Rodez, au département de l'Aveyron et à la région Occitanie. Sur le plan électoral, elle dépend du  canton de Lot et Palanges pour l'élection des conseillers départementaux, depuis le redécoupage cantonal de 2014 entré en vigueur en 2015, et de la première circonscription de l'Aveyron  pour les élections législatives, depuis le dernier découpage électoral de 2010.

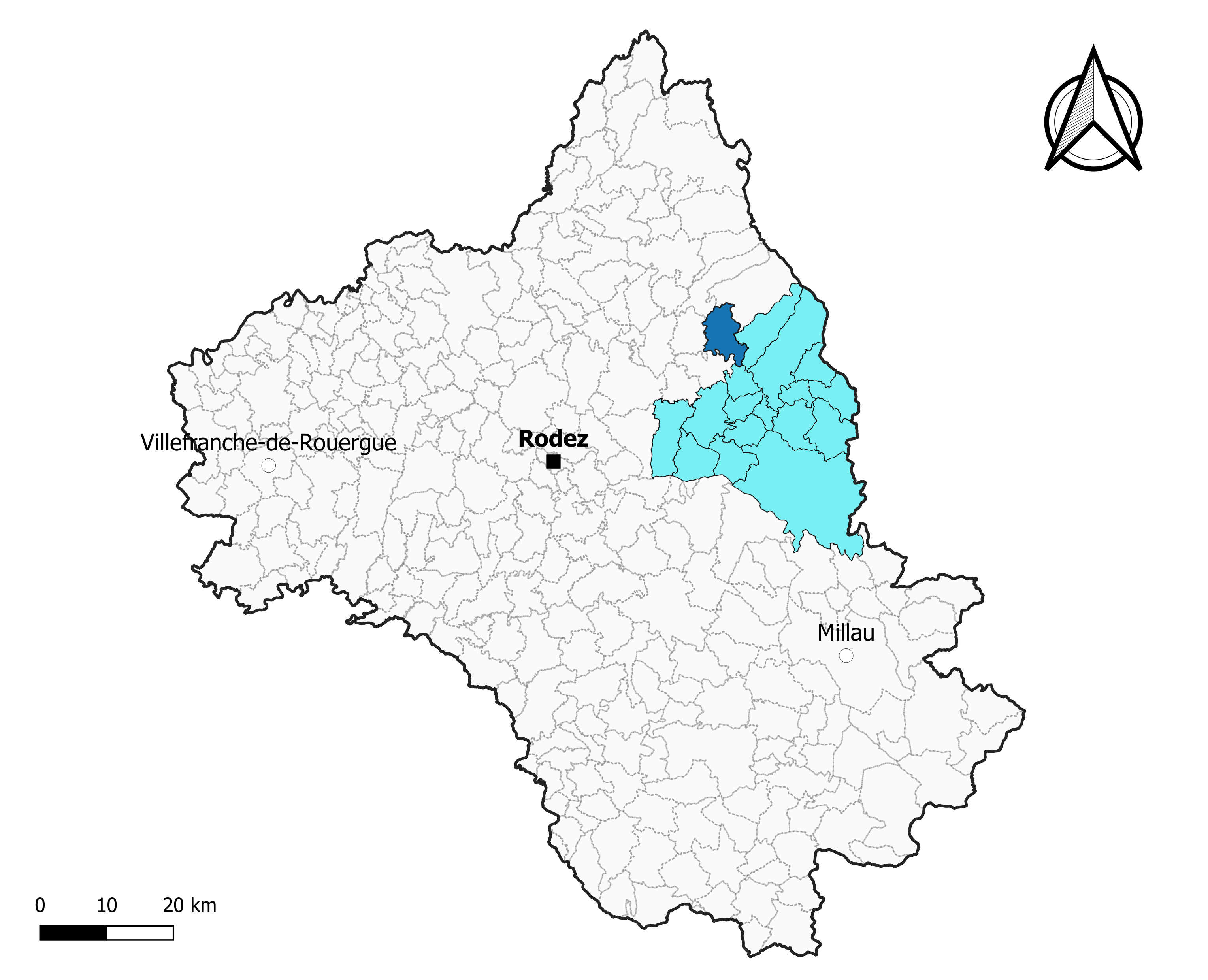
Castelnau-de-Mandailles dans l'intercommunalité en 2020.
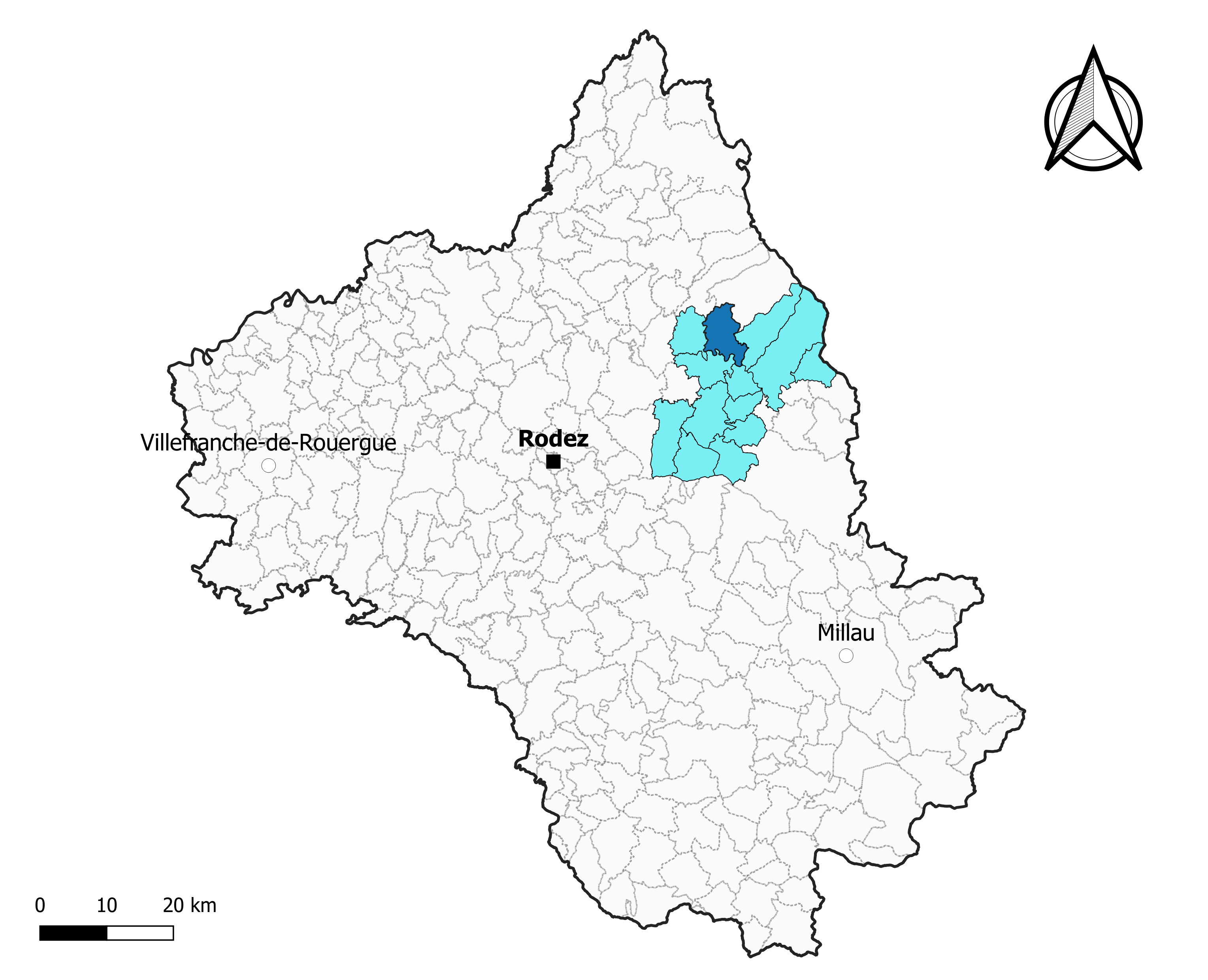
Castelnau-de-Mandailles dans le canton de Lot et Palanges en 2020.
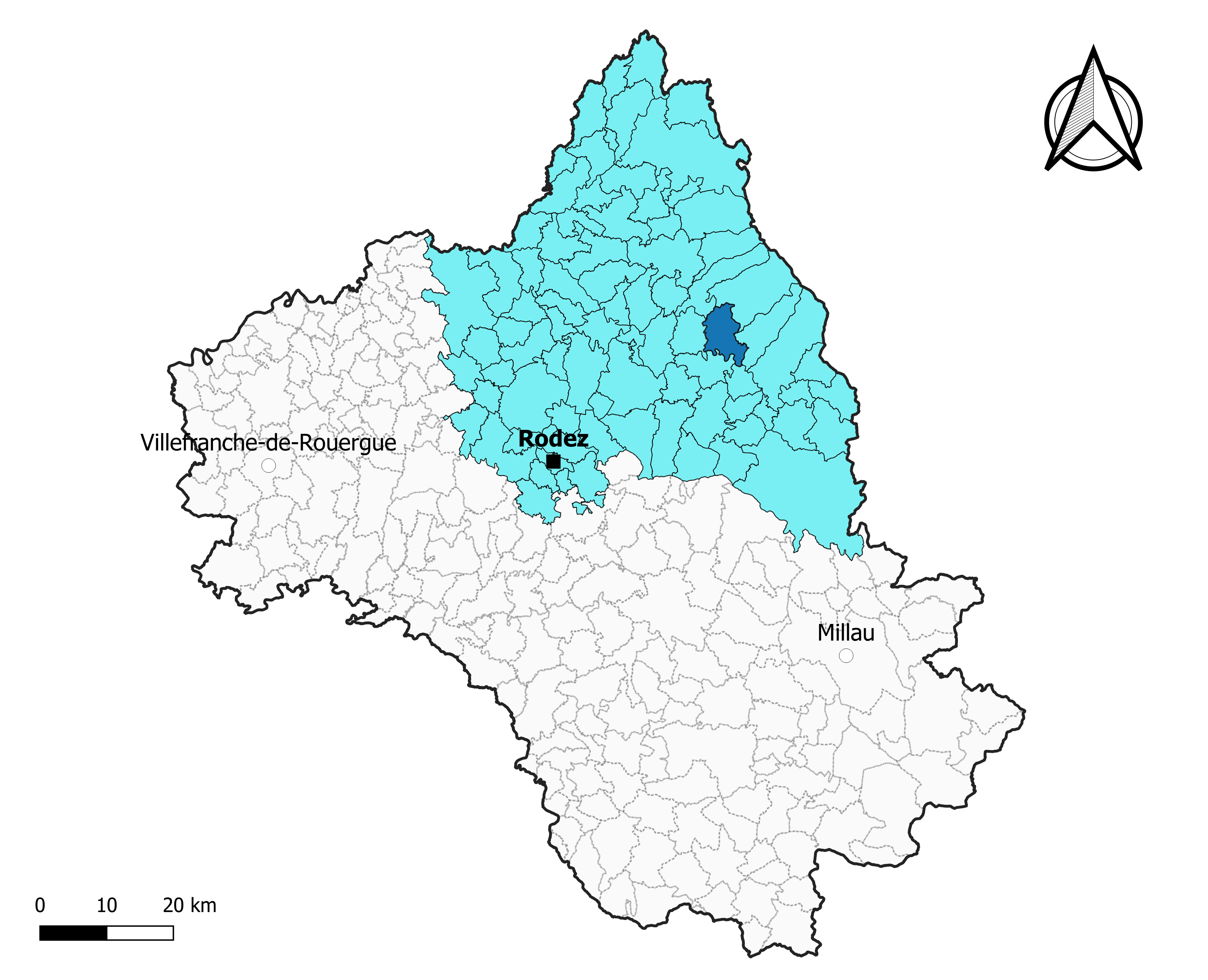
Castelnau-de-Mandailles dans l'arrondissement de Rodez en 2020.

### Élections municipales et communautaires

#### Élections de 2020
Le conseil municipal de Castelnau-de-Mandailles, commune de moins de 1 000 habitants, est élu au scrutin majoritaire plurinominal à deux tours avec candidatures isolées ou groupées et possibilité de panachage. Compte tenu de la population communale, le nombre de sièges à pourvoir lors des élections municipales de 2020 est de 15. Sur les dix-huit candidats en lice, quinze sont élus dès le premier tour, le 15 mars 2020, correspondant à la totalité des sièges à pourvoir, avec un taux de participation de 48,05 %.
Sandra Sielvy est élue nouvelle maire de la commune le 26 mai 2020.
Dans les communes de moins de 1 000 habitants, les conseillers communautaires sont désignés parmi les conseillers municipaux élus en suivant l’ordre du tableau (maire, adjoints puis conseillers municipaux) et dans la limite du nombre de sièges attribués à la commune au sein du conseil communautaire. Deux sièges sont attribués à la commune au sein de la communauté de communes Des Causses à l'Aubrac.

#### Liste des maires
| Période                                  | Période   | Identité        | Étiquette | Qualité                                          |
| ---------------------------------------- | --------- | --------------- | --------- | ------------------------------------------------ |
| Les données manquantes sont à compléter. |           |                 |           |                                                  |
|                                          |           |                 |           |                                                  |
| 1977                                     | 1995      | Simone Anglade  | DVD       | Conseillère générale du canton d'Espalion        |
| 1995                                     | mars 2019 | Jean Boyer      | DVD       | Agriculteur                                      |
| juin 2019                                | mai 2020  | Mathieu Anglade |           | Agriculteur exploitant                           |
| mai 2020                                 | En cours  | Sandra Sielvy,  | DVD       | Cadre administrative et commerciale d'entreprise |

## Démographie
L'évolution du nombre d'habitants est connue à travers les recensements de la population effectués dans la commune depuis 1793. Pour les communes de moins de 10 000 habitants, une enquête de recensement portant sur toute la population est réalisée tous les cinq ans, les populations de référence des années intermédiaires étant quant à elles estimées par interpolation ou extrapolation. Pour la commune, le premier recensement exhaustif entrant dans le cadre du nouveau dispositif a été réalisé en 2005.

En 2022, la commune comptait 567 habitants, en évolution de −2,07 % par rapport à 2016 (Aveyron : +0,37 %, France hors Mayotte : +2,11 %).
| 1793  | 1800 | 1806  | 1821  | 1831  | 1836  | 1841  | 1846  | 1851  |
| ----- | ---- | ----- | ----- | ----- | ----- | ----- | ----- | ----- |
| 1 069 | 985  | 1 667 | 1 873 | 1 741 | 1 759 | 1 839 | 1 900 | 2 063 |

| 1856  | 1861  | 1866  | 1872  | 1876  | 1881  | 1886  | 1891  | 1896  |
| ----- | ----- | ----- | ----- | ----- | ----- | ----- | ----- | ----- |
| 1 887 | 1 739 | 1 838 | 1 800 | 1 854 | 1 790 | 1 920 | 1 819 | 1 645 |

| 1901  | 1906  | 1911  | 1921  | 1926  | 1931  | 1936  | 1946  | 1954 |
| ----- | ----- | ----- | ----- | ----- | ----- | ----- | ----- | ---- |
| 1 560 | 1 515 | 1 549 | 1 350 | 1 276 | 1 113 | 1 132 | 1 046 | 818  |

| 1962 | 1968 | 1975 | 1982 | 1990 | 1999 | 2005 | 2006 | 2010 |
| ---- | ---- | ---- | ---- | ---- | ---- | ---- | ---- | ---- |
| 730  | 612  | 545  | 527  | 521  | 528  | 525  | 548  | 542  |

| 2015 | 2020 | 2022 | - | - | - | - | - | - |
| ---- | ---- | ---- | - | - | - | - | - | - |
| 573  | 570  | 567  | - | - | - | - | - | - |

## Économie

### Revenus
En 2018  (données Insee publiées en septembre 2021), la commune compte 234 ménages fiscaux, regroupant 537 personnes. La médiane du revenu disponible par unité de consommation est de 19 960 € (20 640 € dans le département).

### Emploi
| Division       | 2008  | 2013  | 2018  |
| -------------- | ----- | ----- | ----- |
| Commune        | 6,2 % | 6,6 % | 5,6 % |
| Département    | 5,4 % | 7,1 % | 7,1 % |
| France entière | 8,3 % | 10 %  | 10 %  |

En 2018, la population âgée de 15 à 64 ans s'élève à 325 personnes, parmi lesquelles on compte 75,9 % d'actifs (70,2 % ayant un emploi et 5,6 % de chômeurs) et 24,1 % d'inactifs,. En  2018, le taux de chômage communal (au sens du recensement) des 15-64 ans est inférieur à celui de la France et département, alors qu'en 2008 il était supérieur à celui du département et inférieur à celui de la France.
La commune fait partie de la couronne de l'aire d'attraction d'Espalion, du fait qu'au moins 15 % des actifs travaillent dans le pôle,. Elle compte 96 emplois en 2018, contre 75 en 2013 et 91 en 2008. Le nombre d'actifs ayant un emploi résidant dans la commune est de 231, soit un indicateur de concentration d'emploi de 41,5 % et un taux d'activité parmi les 15 ans ou plus de 50,5 %.
Sur ces 231 actifs de 15 ans ou plus ayant un emploi, 67 travaillent dans la commune, soit 29 % des habitants. Pour se rendre au travail, 85,9 % des habitants utilisent un véhicule personnel ou de fonction à quatre roues, 0,4 % les transports en commun, 3,9 % s'y rendent en deux-roues, à vélo ou à pied et 9,7 % n'ont pas besoin de transport (travail au domicile).

### Activités hors agriculture

#### Secteurs d'activités
38 établissements sont implantés  à Castelnau-de-Mandailles au 31 décembre 2019. Le tableau ci-dessous en détaille le nombre par secteur d'activité et compare les ratios avec ceux du département,.
| Secteur d'activité                                                                                        | Commune | Commune | Département |
| Secteur d'activité                                                                                        | Nombre  | %       | %           |
| --- | ------- | ------- | ----------- |
| Ensemble                                                                                                  | 38      |         |             |
| Industrie manufacturière, industries extractives et autres                                                | 14      | 36,8 %  | (17,7 %)    |
| Construction                                                                                              | 8       | 21,1 %  | (13 %)      |
| Commerce de gros et de détail, transports, hébergement et restauration                                    | 9       | 23,7 %  | (27,5 %)    |
| Activités spécialisées, scientifiques et techniques et activités de services administratifs et de soutien | 5       | 13,2 %  | (12,4 %)    |
| Administration publique, enseignement, santé humaine et action sociale                                    | 1       | 2,6 %   | (12,7 %)    |
| Autres activités de services                                                                              | 1       | 2,6 %   | (7,8 %)     |

Le secteur de l'industrie manufacturière, des industries extractives et autres est prépondérant sur la commune puisqu'il représente 36,8 % du nombre total d'établissements de la commune (14 sur les 38 entreprises implantées  à Castelnau-de-Mandailles), contre 17,7 % au niveau départemental.

#### Entreprises
Les deux entreprises ayant leur siège social sur le territoire communal qui génèrent le plus de chiffre d'affaires en 2020 sont : 
- L'auberge Du Lac, restauration traditionnelle (175 k€)
- Le Joannenq Energie, production d'électricité (133 k€)

### Agriculture
La commune est dans la « Viadène et vallée du Lot », une petite région agricole occupant le nord-ouest du département de l'Aveyron. En 2020, l'orientation technico-économique de l'agriculture  sur la commune est l'élevage de bovins, pour la viande.
|               | 1988  | 2000  | 2010  | 2020  |
| ------------- | ----- | ----- | ----- | ----- |
| Exploitations | 77    | 55    | 37    | 32    |
| SAU (ha)      | 1 942 | 2 025 | 2 009 | 1 890 |

Le nombre d'exploitations agricoles en activité et ayant leur siège dans la commune est passé de 77 lors du recensement agricole de 1988  à 55 en 2000 puis à 37 en 2010 et enfin à 32 en 2020, soit une baisse de 58 % en 32 ans. Le même mouvement est observé à l'échelle du département qui a perdu pendant cette période 51 % de ses exploitations,. La surface agricole utilisée sur la commune a également diminué, passant de 1 942 ha en 1988 à 1 890 ha en 2020. Parallèlement la surface agricole utilisée moyenne par exploitation a augmenté, passant de 25 à 59 ha.

## Culture locale et patrimoine

### Lieux et monuments
- Église Saint-Julien du Cambon du XIIe siècle, classée au titre des monuments historiques en 1924[62]. Elle fut construite entre la fin du XIe siècle et le début du XIIe siècle par les templiers d’Espalion, et modifiée vers 1530 par Antoine Salvanh, l'architecte de la cathédrale de Rodez.
- Église Saint-Pierre de Mandailles, dans laquelle se trouvent deux sculptures du XVIe siècle classées au titre des monuments historiques en 1928 : une statue de sainte Madeleine[63] et un groupe sculpté représentant une Vierge de Pitié[64].
- Château de Mandailles datant du XIe siècle, époque à laquelle le village primitif de Mandailles, le donjon et le château ne faisaient qu'un au sein d'une petite fortification. Il ne subsiste désormais que quelques rares ruines éparses du village primitif, le village actuel ayant été reconstruit au-dessus. Le donjon subsiste et le château a été restauré en 1972.
- Le château de Vennac composé d'un corps de logis rectangulaire avec une tour cylindrique sur l'une de ses façades. Un des angles des pignons porte en sa partie supérieure, une tourelle sur culot.
- Le barrage de Castelnau-Lassouts est édifié entre les communes de Castelnau-de-Mandailles et de Lassouts.

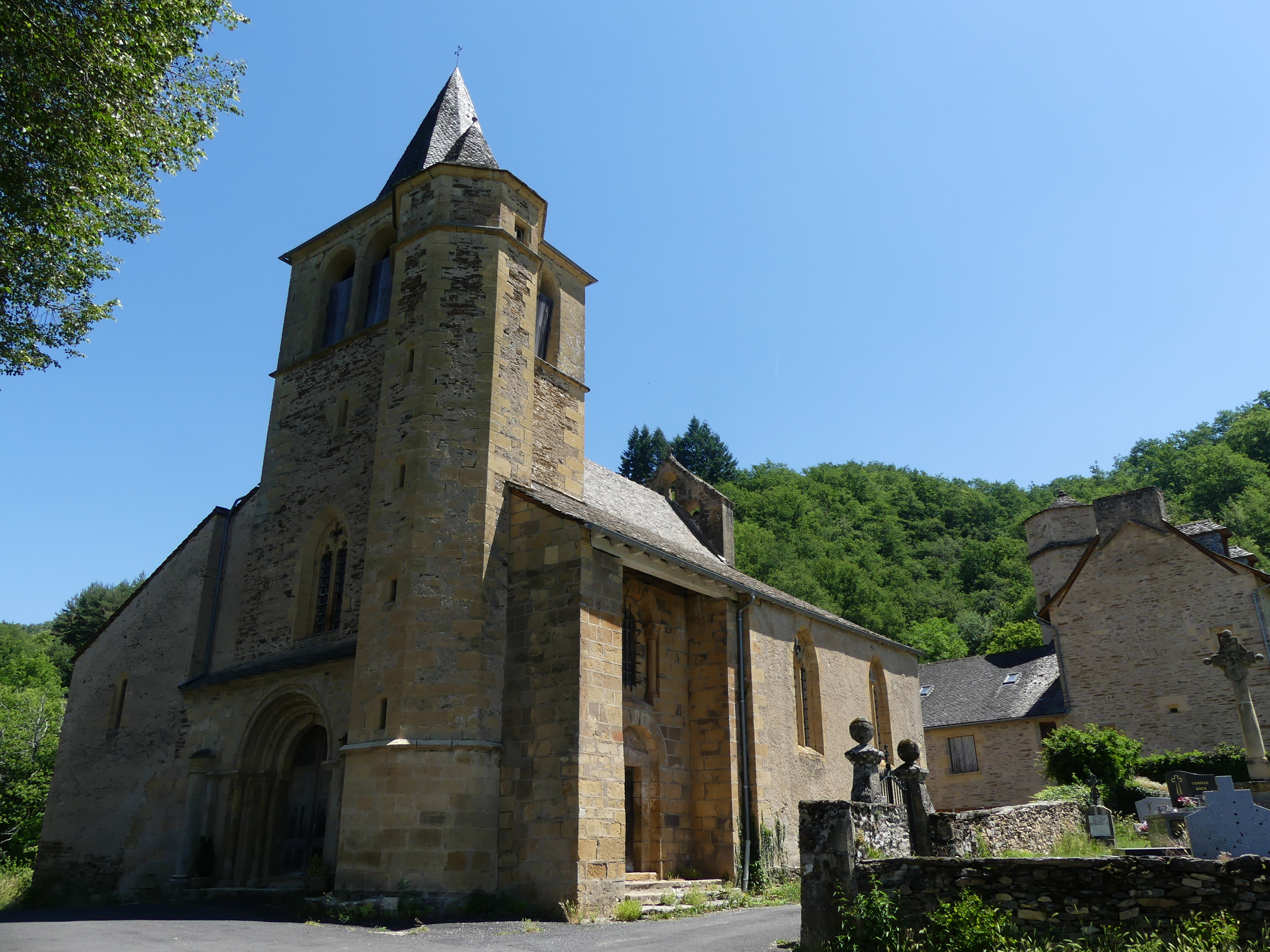
L'église du Cambon.
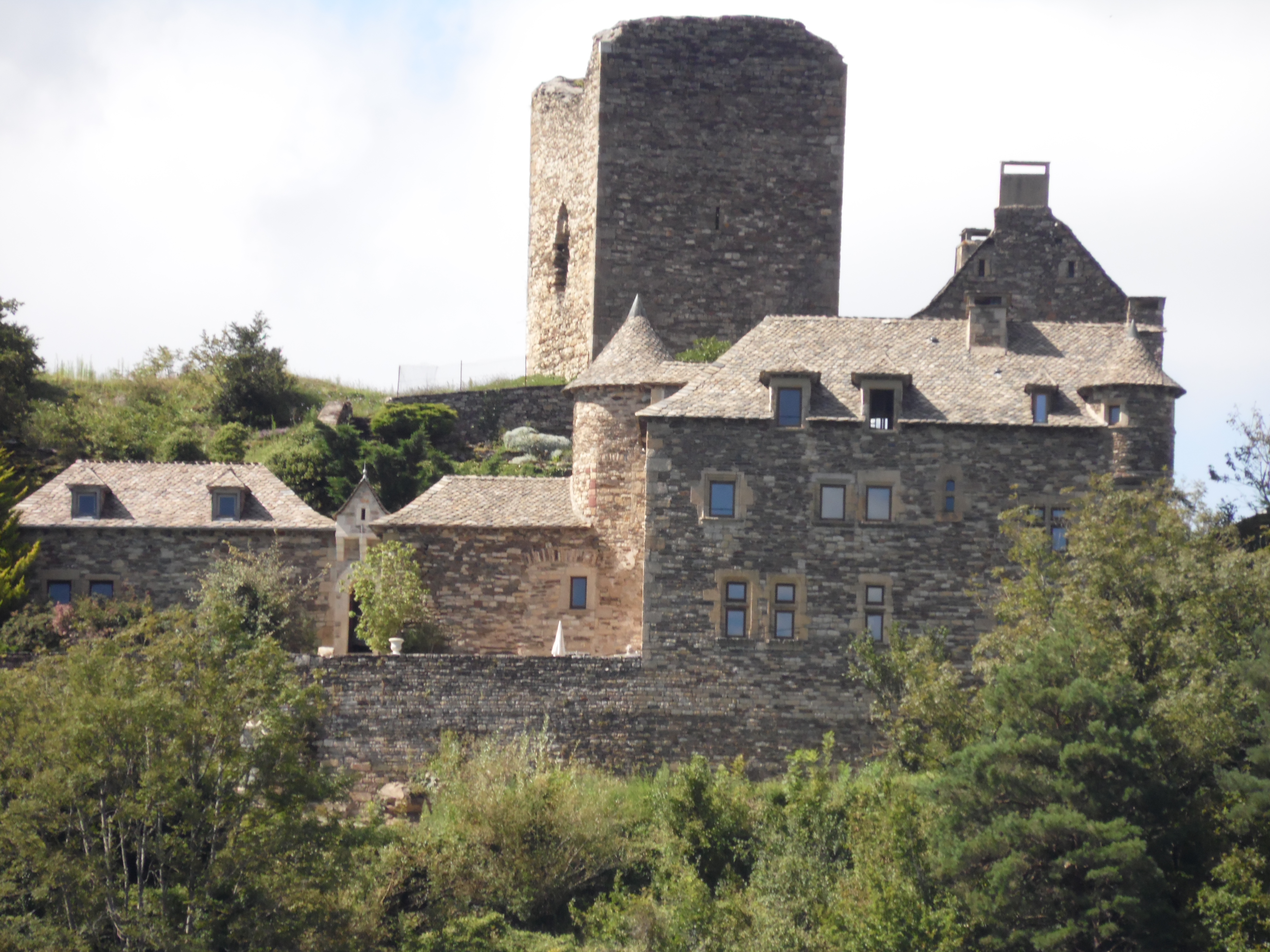
Le château de Mandailles.
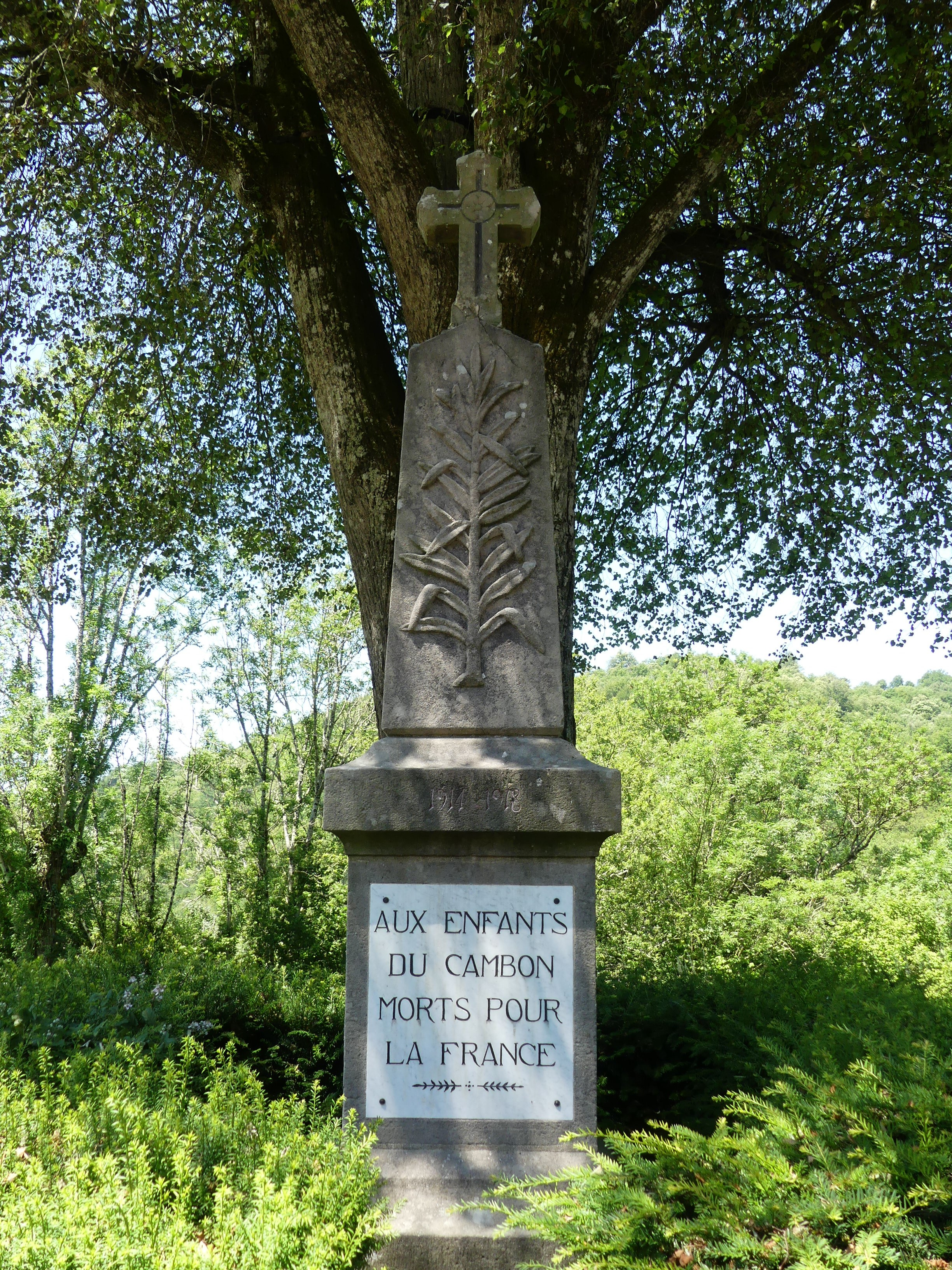
Le monument aux morts du Cambon.
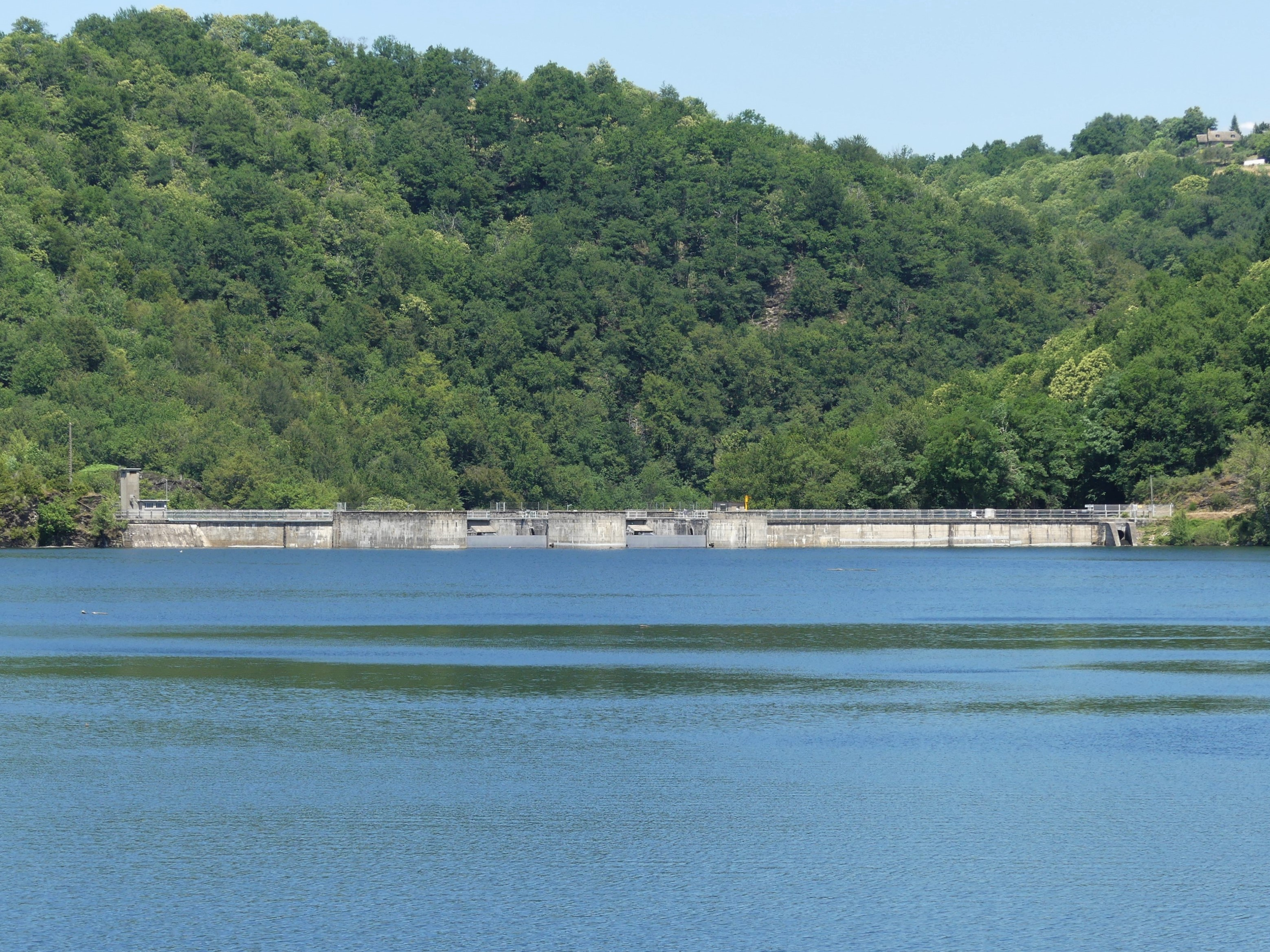
La partie nord de la retenue de Castelnau-Lassouts avec ses déversoirs.

### Héraldique
| Blason de la commune de Castelnau-de-Mandailles | Parti : au 1er mi-parti d’argent au lion de sable, au 2e coupé, au I d’or à l’aigle de sable surchargée d’un écusson écartelé aux 1 et 4 d’azur à l’étoile d’or et aux 2 et 3 d’argent au maillet d’or, au II d’argent à trois chevrons de gueules accompagnés de deux quartefeuilles du même en chef, sur le tout d’azur à la forteresse de trois tours d’argent, ouverte, ajourée et maçonnée de sable posée en perspective. Blason créé par Francis Le Mercier en 1988. | Dessin original du blason de Castelnau-de-Mandailles proposé par Francis Le Mercier et accepté par le conseil municipal en 1988. |